# Юс (приток Лыпа)
Юс — река в России, протекает по Кезскому району Удмуртии. Устье реки находится в 30 км по правому берегу реки Лып. Длина реки составляет 44 км, площадь бассейна — 335 км². Юс — крупнейший приток Лыпа.

## Течение
Исток реки на Верхнекамской возвышенности на границе с Пермским краем в 5 км к северо-востоку от села Кулига. Исток находится на водоразделе Вятки и Обвы, рядом с истоком Юса берёт начало река Малый Сепыч. Генеральное направление течения — юг.
Крупнейшие притоки — Уди, Коблавыр, Камыжево, Лио, Мироновка (все — правые). Большая часть течения проходит по ненаселённому холмистому лесу, в среднем течении река протекает село Ключи и деревни Старый Унтем и Новый Унтем. Впадает в Лып на восточной окраине посёлка Кез.

## Данные водного реестра
По данным государственного водного реестра России относится к Камскому бассейновому округу, водохозяйственный участок реки — Чепца от истока до устья, речной подбассейн реки Вятка. Речной бассейн реки — Кама.
Код объекта в государственном водном реестре — 10010300112111100032547.